# Casa Manzoni

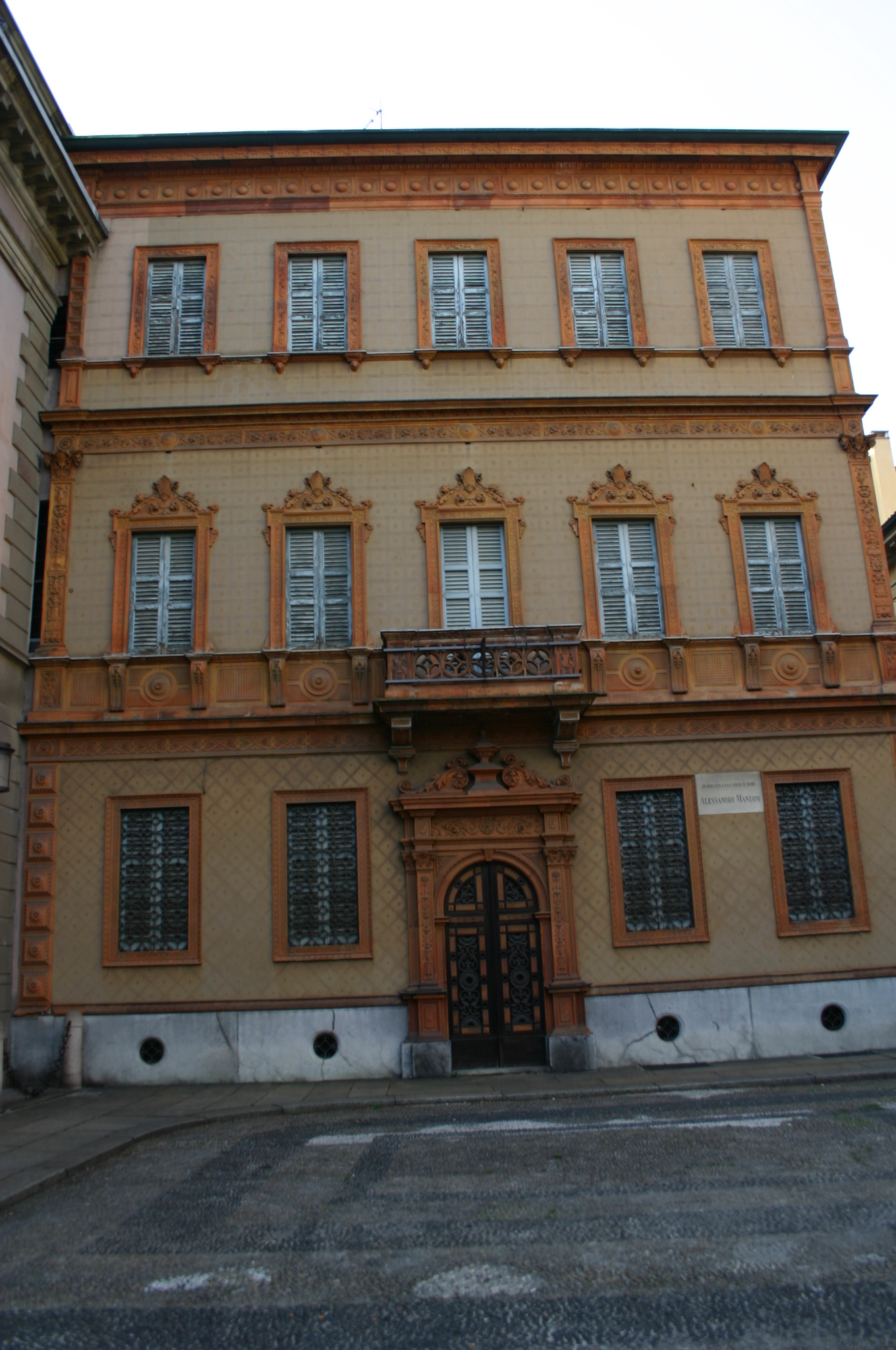
Manzoni szülőháza

A Casa Manzoni egy milánói épület (a Via Morone és Piazza Belgioioso sarkán), melyben Alessandro Manzoni lakott 1814-től, 1873-ban bekövetkezett haláláig.

## Leírása
Az épületet Andrea Boni építész tervezte eklektikus stílusban. A kis vöröstéglás épület 1937 óta a város tulajdona. Ekkor alakították át mai formájába és ebben az időben alapították meg benne az Alessandro Manzoni Emlékmúzeumot (Museo manzoniano). A nagy író lakóhelyiségei valamint dolgozószobája eredeti állapotban látható. A kiállítás számos értékes Manzoni-kéziratot valamint személyes használati tárgyat mutat be, valamint a költő barátainak portréit, közöttük Goethéét. Az épületben székel a Manzoni Kutatóintézet (Centro di studi manzoniani), valamint a Lombard Történelmi Egyesület (Società storica lombarda).

## Képek

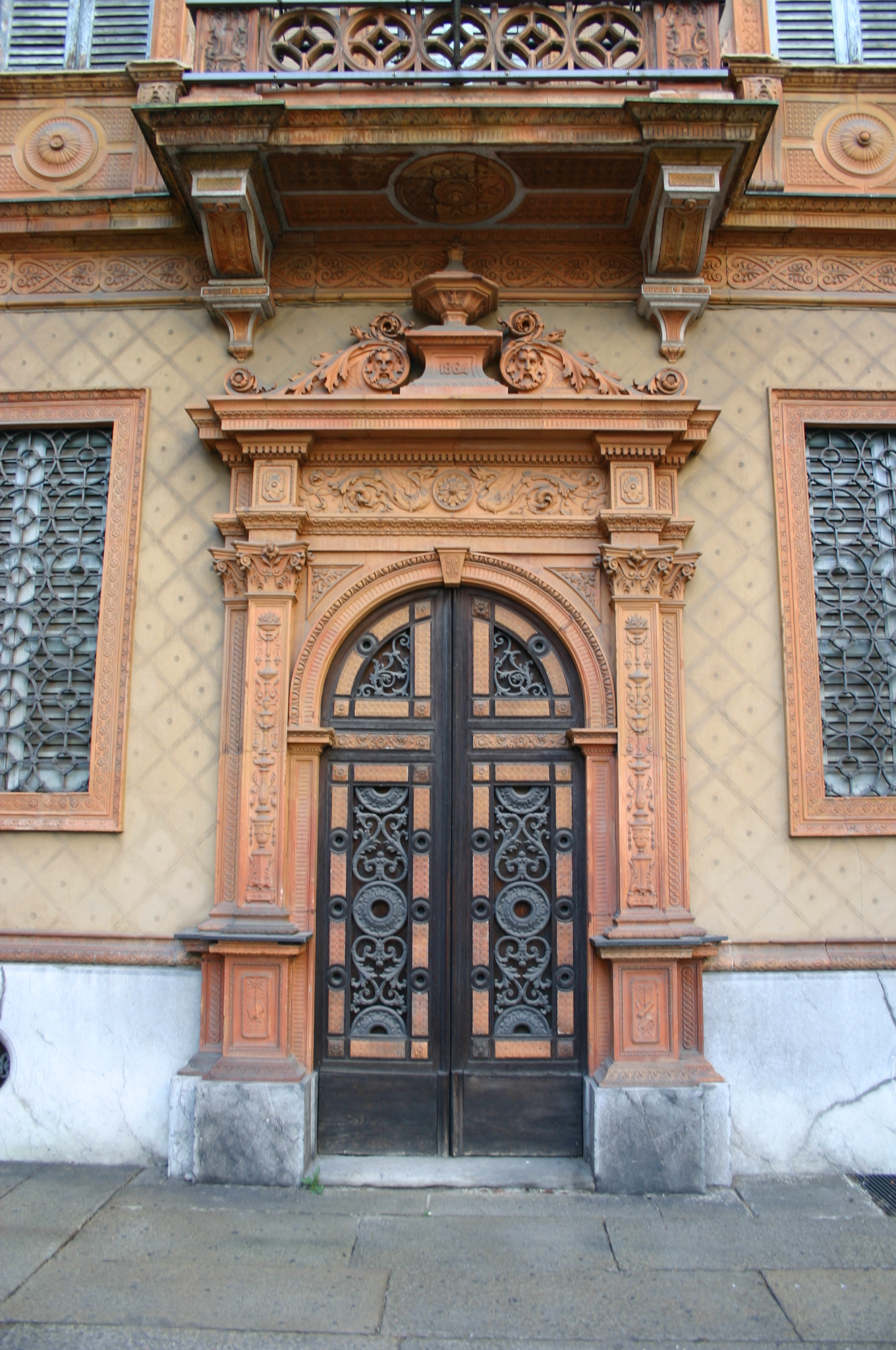
Portál
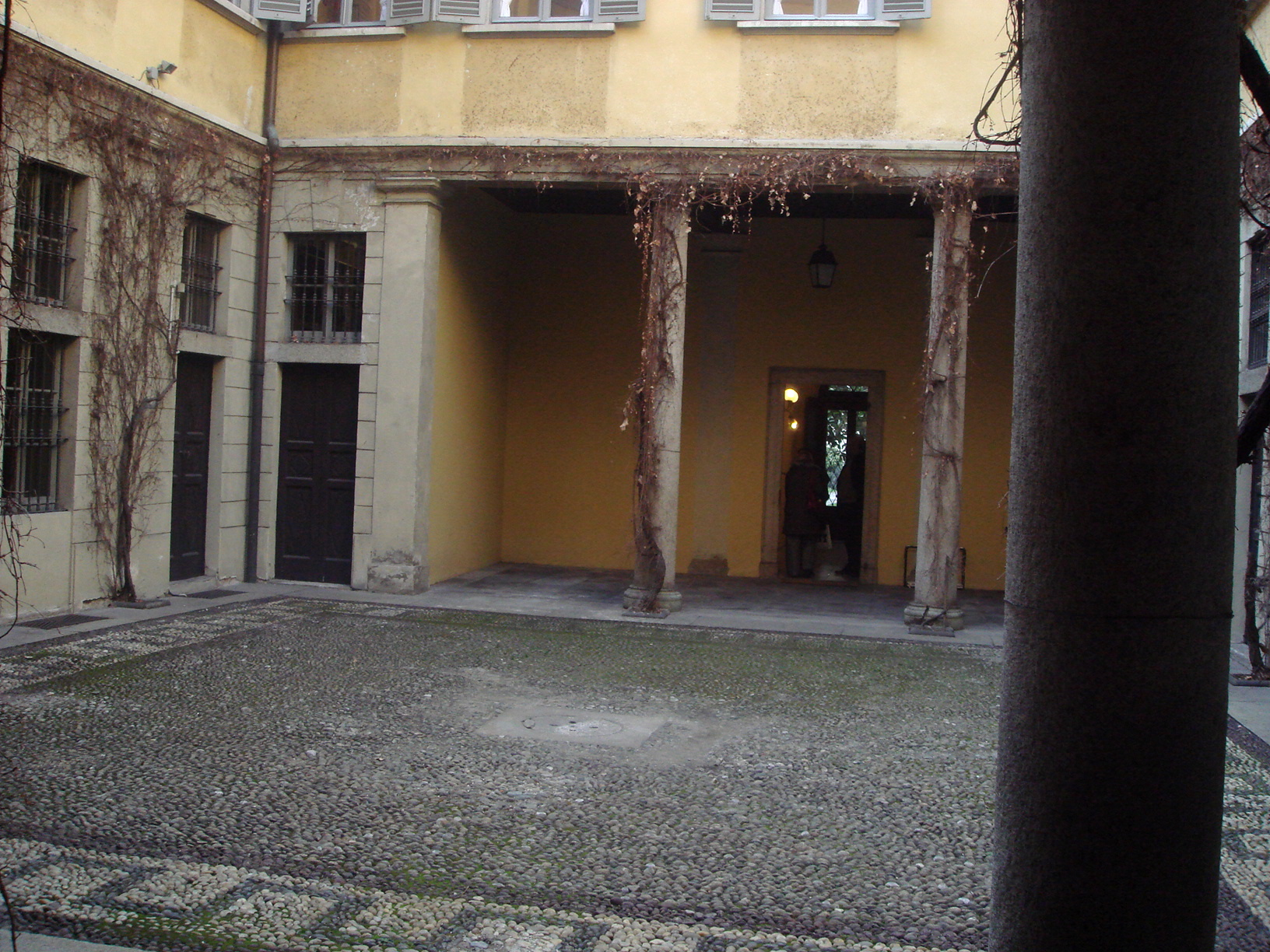
Belső udvar
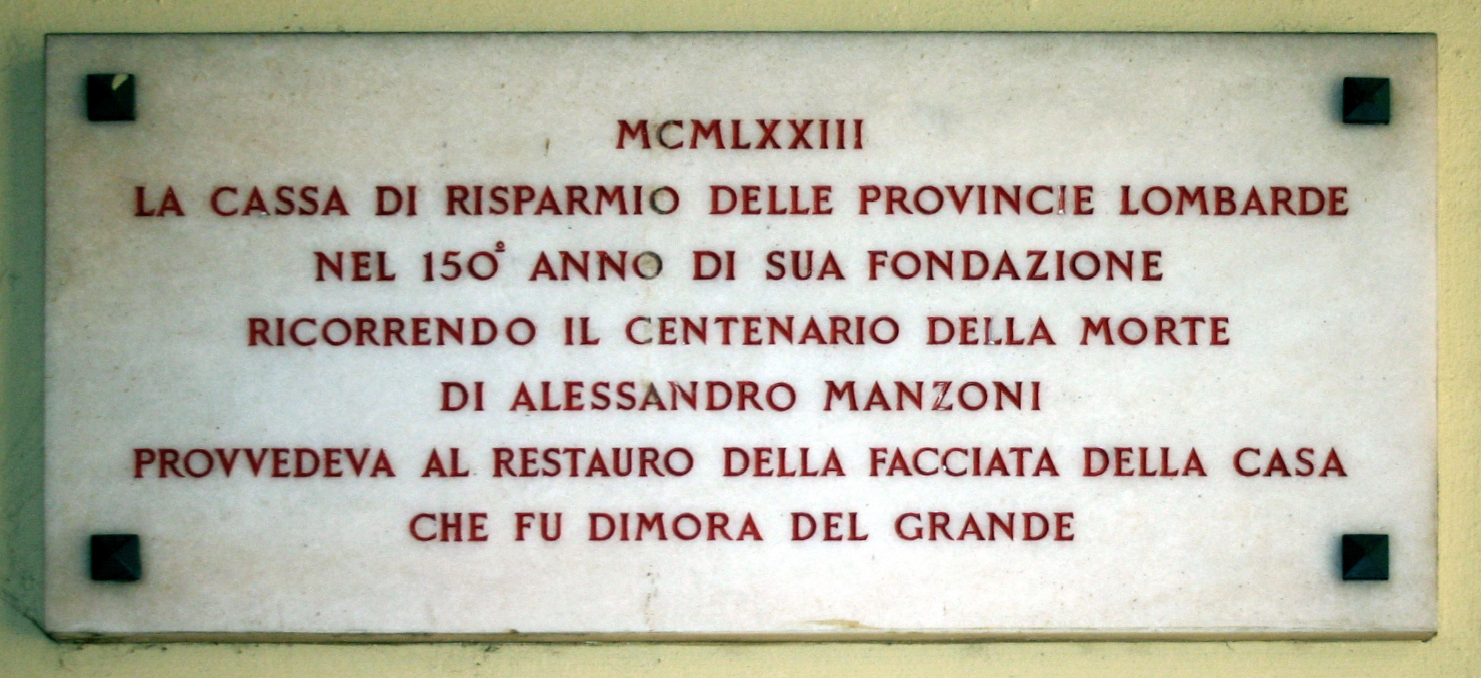
Emléktábla
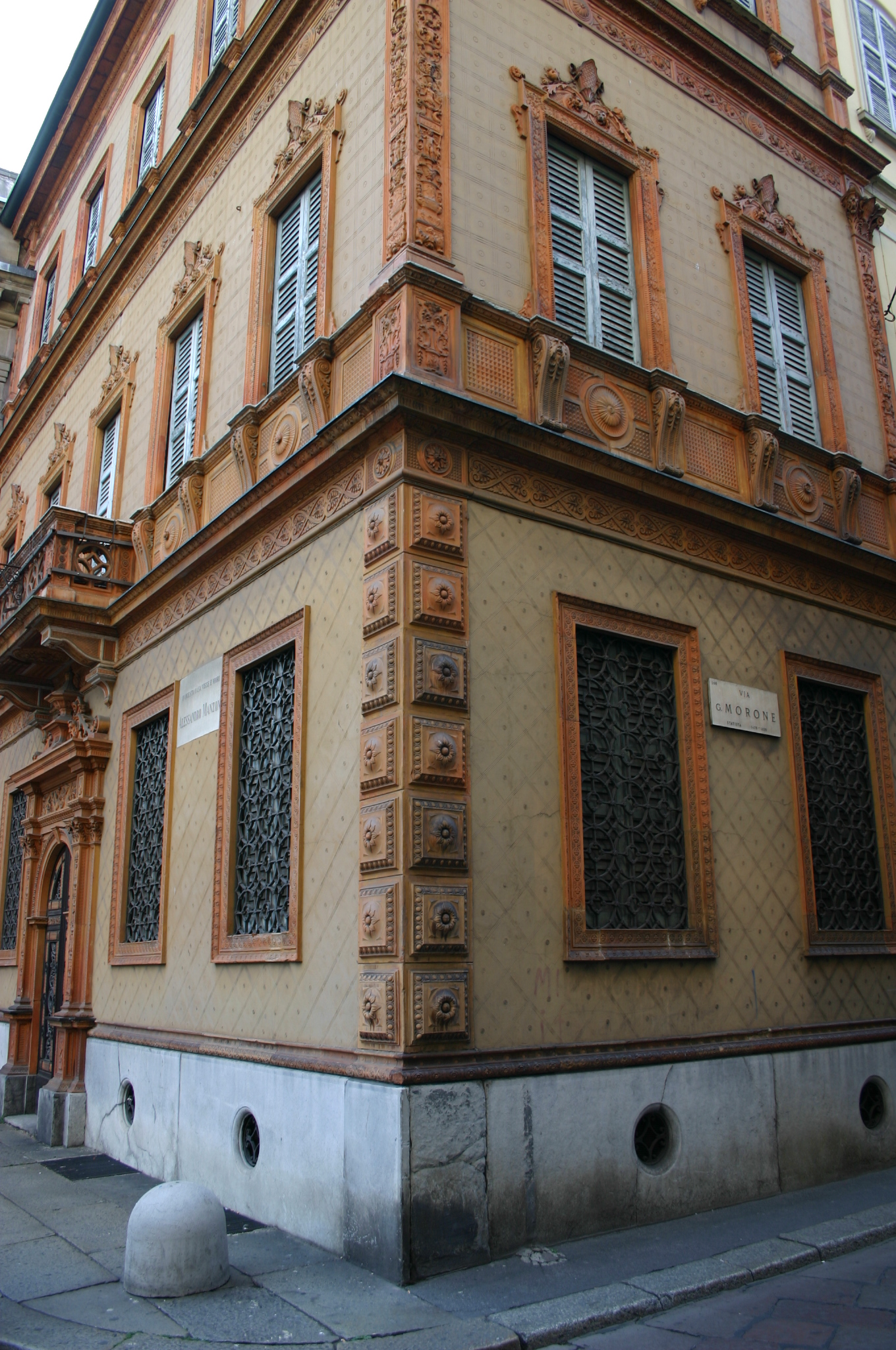
Az épület sarka